# Regiunea Omusati
Omusati este o regiune a Namibiei a cărei capitală este Outapi. Are o populație de 228.364 locuitori și o suprafață de 13.637 km2.

## Subdiviziuni
Această regiune este divizată în 9 districte electorale:
- Onesi
- Tsandi
- Uutapi
- Okalongo
- Oshikuku
- Elim
- Okahao
- Anamulenge
- Ogongo